# Pehr Högström
Pehr Högström, född 10 november 1714 i Selånger i Medelpad, död 14 juli 1784 i Skellefteå, var en svensk präst och författare. Han var med och utformade det sydlapska bokspråket som kom att dominera den litteratur som utgavs på samiska i Sverige under slutet av 1700-talet och under 1800-talet. 

## Biografi
Högström blev 1733 student vid Uppsala universitet, där han 1743 promoverades till filosofie magister. Två år tidigare hade han prästvigts i Stockholm och blivit missionär i Lappland, där han fick sin verksamhet i områdena kring Kaitumälven. År 1742 utnämndes han till kyrkoherde i den nyinrättade församling, som fick namnet Gällivare.
År 1743 och 1744 deltog Högström i de konferenser som syftade till att utveckla ett standardiserat samiskt skriftspråk som initierats av kyrkoherde Pehr Fjellström i Lycksele församling. Resultatet av dessa konferenser blev det sydlapska bokspråket. Högström vidareutvecklade detta skriftspråk genom att ta större hänsyn till den samiska som talades längst i norr. Hans variant av det sydlapska bokspråket blev det officiella och användes vid översättning och revidering av samiska böcker under lång tid. Bland annat gavs Bibeln ut på detta språk 1811.
Under sina vidsträckta ämbetsresor, dels i sin församling, dels som visitator, hade han goda tillfällen att studera lappmarkernas natur samt seder och bruk. Utifrån dessa studier skrev han Beskrifning öfver de till Sveriges krona lydande lappmarker som gavs ut 1747, vilken översattes till flera språk och ledde till att Högström fick plats i Vetenskapsakademien. År 1749 blev han kyrkoherde i Skellefteå. Han bevistade 1755–1756, 1765–1766, 1769–1770 och 1771–1772 års riksdagar och blev 1772 teologie doktor. Högström gjorde stora insatser för att samer skulle kunna utbilda sig, både genom sin egen lärarverksamhet men även genom sin översättning till samiska av Johann Gabriel Güttners postilla (1748) och författande av en kortfattad förklaring till Luthers katekes samma år. I den 1744 på samiska utgivna psalmboken översatte han 20 psalmer. Han hade även stort naturvetenskapligt intresse och verkade för att jordbruket i Skellefteå skulle moderniseras.
Förutom redan nämnda arbeten gav han bland annat ut Christeliga tal och betraktelser uppå böne-, bot-, klago- och tacksägelsedagar (1757–1775; andra upplagan 1773–1783) och Missionsförrättningar i Lappmarken 1741 och följande år (1774).

### Familj
Högström gifte sig första gången 1743 med Catharina Fjellström (1722–1763). Hon var dotter till kyrkoherden Pehr Fjellström i Lycksele församling. De fick tillsammans barnen Mårten Högström (1744–1744), kamreraren Mårten Högström, Inga Margareta Högström (1746–1812) som var gift med orgelbyggaren Carl Wåhlström, komministern Pehr Högström i Skellefteå församling, Anna Catharina Högström (1749–1750), Martha Agatha Högström (1755–1821) som var gift med majoren Joh. Göhlberg och landssekreteraren Anders Häggström i Umeå, Fahle Högström (1757–1757), Anna Catharina Högström som var gift med biskopen Carl Gustaf Nordin, Eva Christina Högström (född 1761) som var gift med lektorn P. Hellzén och Ebba Catharina Högström som var gift med handlanden Nils Tjernberg i Härnösand.
Högström gifte sig andra gången med Margareta Gavelin. Hon var dotter till länsmannen Pehr Gavelin i Åsele församling.